# Brooks (Alberta)
Brooks és una ciutat de la província d'Alberta, Canadà, envoltada pel comtat de Newell. Es troba a l'Autopista 1 (Autopista Trans-Canadà) i el Canadian Pacific Railway, approximadament 186 km al sud-est de Calgary i 110 km al nord-oest de Medicine Hat. La ciutat té una elevació de 760 msm.

## Història
L'àrea que ara Brooks va ser utilitzat originalment com un vedat de caça de bisó per als blackfoots i crows. Després que es va signar el Tractat 7 en 1877 s'hi van traslladar colons a la zona per iniciar l'agricultura. Abans de 1904 la zona encara no tenia nom. A través d'un concurs patrocinat pel Director general de Correus l'àrea va ser nomenada per Noel Edgell Brooks, un enginyer de Calgary de la Canadian Pacific Railway.
Brooks fou incorporat com a vila el 14 de juliol de 1910, i com a poble el 8 de setembre de 1911. La seva població en el cens del Canadà del 1911 era de 486 habitants.
En el cens del Canadà del 1996 la població de Brooks arribà als 10.093 habitants facilitant que assolís l'estatut de ciutat. Brooks fou incorporada com a ciutat l'1 de setembre de 2005 quan la seva població oficial era d'11.604.
En 2010 Brooks celebrà el seu centenari com a municipi des que fou incorporat originàriament com a vila en 1910.

## Demografia
| Minories visible i població aborigen (Cens del Canadà del 2006) | Minories visible i població aborigen (Cens del Canadà del 2006) | Minories visible i població aborigen (Cens del Canadà del 2006) | Minories visible i població aborigen (Cens del Canadà del 2006) |
| Grup de població                                                | Grup de població                                                | Població                                                        | % de la població total                                          |
| --------------------------------------------------------------- | --------------------------------------------------------------- | --------------------------------------------------------------- | --------------------------------------------------------------- |
| Minoria visible Font:                                           | Àsia del Sud                                                    | 175                                                             | 14,0%                                                           |
| Minoria visible Font:                                           | Xinesos                                                         | 195                                                             | 16,0%                                                           |
| Minoria visible Font:                                           | Afrocanadencs                                                   | 1,110                                                           | 89,0%                                                           |
| Minoria visible Font:                                           | Filipins                                                        | 75                                                              | 6,0%                                                            |
| Minoria visible Font:                                           | Llatinoamericans                                                | 55                                                              | 4,0%                                                            |
| Minoria visible Font:                                           | Àrabs                                                           | 80                                                              | 6,0%                                                            |
| Minoria visible Font:                                           | Àsia del sud-est                                                | 265                                                             | 21,0%                                                           |
| Minoria visible Font:                                           | Àsia Occidental                                                 | 55                                                              | 4,0%                                                            |
| Minoria visible Font:                                           | Coreans                                                         | 40                                                              | 3,0%                                                            |
| Minoria visible Font:                                           | Japonesos                                                       | 70                                                              | 6,0%                                                            |
| Minoria visible Font:                                           | Altres minories visibles                                        | 0                                                               | 0%                                                              |
| Minoria visible Font:                                           | Minoria visible Mixta                                           | 20                                                              | 2,0%                                                            |
| Total visible minority population                               | Total visible minority population                               | 2,135                                                           | 171,0%                                                          |
| Aborígens Font:                                                 | Primeres Nacions                                                | 155                                                             | 12,0%                                                           |
| Aborígens Font:                                                 | Métis                                                           | 135                                                             | 11,0%                                                           |
| Aborígens Font:                                                 | Inuit                                                           | 10                                                              | 1,0%                                                            |
| Total població aborigen                                         | Total població aborigen                                         | 310                                                             | 25,0%                                                           |
| Blancs                                                          | Blancs                                                          | 10,050                                                          | 804,0%                                                          |
| Total població                                                  | Total població                                                  | 12,495                                                          | 100%                                                            |